# Kanton Vimy
Kanton Vimy (francouzsky Canton de Vimy) byl francouzský kanton v departementu Pas-de-Calais v regionu Nord-Pas-de-Calais. Tvořilo ho 20 obcí. Zrušen byl po reformě kantonů 2014.

## Obce kantonu
- Ablain-Saint-Nazaire
- Acheville
- Arleux-en-Gohelle
- Bailleul-Sir-Berthoult
- Bois-Bernard
- Carency
- Farbus
- Fresnoy-en-Gohelle
- Gavrelle
- Givenchy-en-Gohelle
- Izel-lès-Équerchin
- Neuville-Saint-Vaast
- Neuvireuil
- Oppy
- Quiéry-la-Motte
- Souchez
- Thélus
- Villers-au-Bois
- Vimy
- Willerval